# José Ernesto Galván
José Ernesto Galván (San Miguel de Tucumán, 26 de marzo de 1981) es un exfutbolista argentino. Se desempeñaba como mediocampista.

## Trayectoria
En sus inicios en Boca Juniors se veía un jugador con buena visión de juego, técnica y manejo de balón, lo que llevó a que formara parte de la Selección Sub-17 de Argentina. En el xeneize llegó a disputar 18 partidos en reserva, marcando 5 goles. Su puesto era el de mediocampista ofensivo y en algunas ocasiones, actuaba como volante por izquierda.
Debido a la gran cantidad de jugadores en su puesto y al no tener lugar, fue cedido en un primer momento a Cuatitlán de México y más tarde se dirigió al fútbol de la MLS de Estados Unidos, más precisamente a New York, para formar parte de MetroStars. El 24 de mayo de 2003 se produce su debut en este equipo frente al Dallas Burn, jugando por la banda derecha y mostrando una buena carta de presentación al formar una buena sociedad dentro del campo de juego con Clint Mathis, una de las estrellas de aquel equipo. El 16 de julio de ese mismo año, convirtió su primer gol para este conjunto en la victoria por 4 a 0 ante Mid Michigan Community College como visitante en el estadio Hurley Field, correspondiente a la Open Cup.
En el año 2004, se transforma en nuevo refuerzo de MTK Budapest donde permaneció durante un año. Luego de estas experiencias pasó por equipos de Ecuador, Bolivia, Perú, Chile y el ascenso de Argentina.

## Clubes
| Club                           | País           | Año         |
| ------------------------------ | -------------- | ----------- |
| Cuautitlán                     | México         | 2001-2002   |
| New York/New Jersey MetroStars | Estados Unidos | 2003        |
| Boca Juniors                   | Argentina      | 2003 - 2004 |
| Chacarita Juniors              | Argentina      | 2004        |
| Manta                          | Ecuador        | 2005        |
| 9 de Julio                     | Argentina      | 2006-2007   |
| Universitario de Sucre         | Bolivia        | 2007        |
| 9 de Julio                     | Argentina      | 2008        |
| Atlético Minero                | Perú           | 2008        |
| Sportivo Patria                | Argentina      | 2009        |
| Cobresal                       | Chile          | 2010 - 2012 |
| Coquimbo Unido                 | Chile          | 2012 - 2014 |

- Datos: Q6292310